# Autoba silicula
Autoba silicula är en fjärilsart som beskrevs av Swinhoe 1897. Autoba silicula ingår i släktet Autoba och familjen nattflyn. Inga underarter finns listade i Catalogue of Life.